# Скрипух-Форчук Марша
Скрипух-Форчук Марша (народилася 12 грудня 1954 (Бренфорд, Канада) — письменниця (твори для дітей) (Канада).

## Біографія
Навчалася в Університеті Західного Онтаріо.
Батько Марші — український емігрант до Канади, який на прикладі свого батька (діда письменниці) побачив складний шлях адаптації емігрантів до життя в новій країні. Саме всупереч батькові майбутня письменниця самостійно осягала світ української літератури й взагалі українського життя. Значною мірою біографія відобразилася в творах Марші Скрипух.
Як письменниця Марша Скрипух формувалася під впливом Чарльза Діккенса.
Основні книги Марші Скрипух: «Викрадене дитя», «Найкращі дари», «Досить», «Війна надії», «Голод», «Срібні нитки». Видання письменниці майстерно ілюстровані, зокрема, її співвітчизником художником Михайлом Марченком.
У 2025 видали її книгу Under Attack (Kidnapped From Ukraine #1) - про повномасштабне вторгнення Росії, зокрема в Маріуполь.